# فيله ندياي
فيله ندياي (بالفرنسية: Welle N'Diaye)‏ هو لاعب كرة قدم سنغالي في مركز الوسط، ولد في 5 أبريل 1990 في داكار في السنغال. لعب مع نادي باليرمو ونادي غوريتسا ونادي ماريبور.

## وصلات خارجية
- فيله ندياي على موقع قاعدة بيانات كرة القدم.إي يو (الإنجليزية)
- فيله ندياي على موقع Soccerway.com (الإنجليزية)
- فيله ندياي على موقع AS.com (الإسبانية)